# ليوناردو خيمينيس
ليوناردو خيمينيس (بالإنجليزية: Leonardo Ximenes)‏ (و. 1716 – 1786 م) هو رياضياتي، وعالم فلك، ومهندس ولد في تراباني.
توفي في فلورنسا، عن عمر يناهز 70 عاماً.

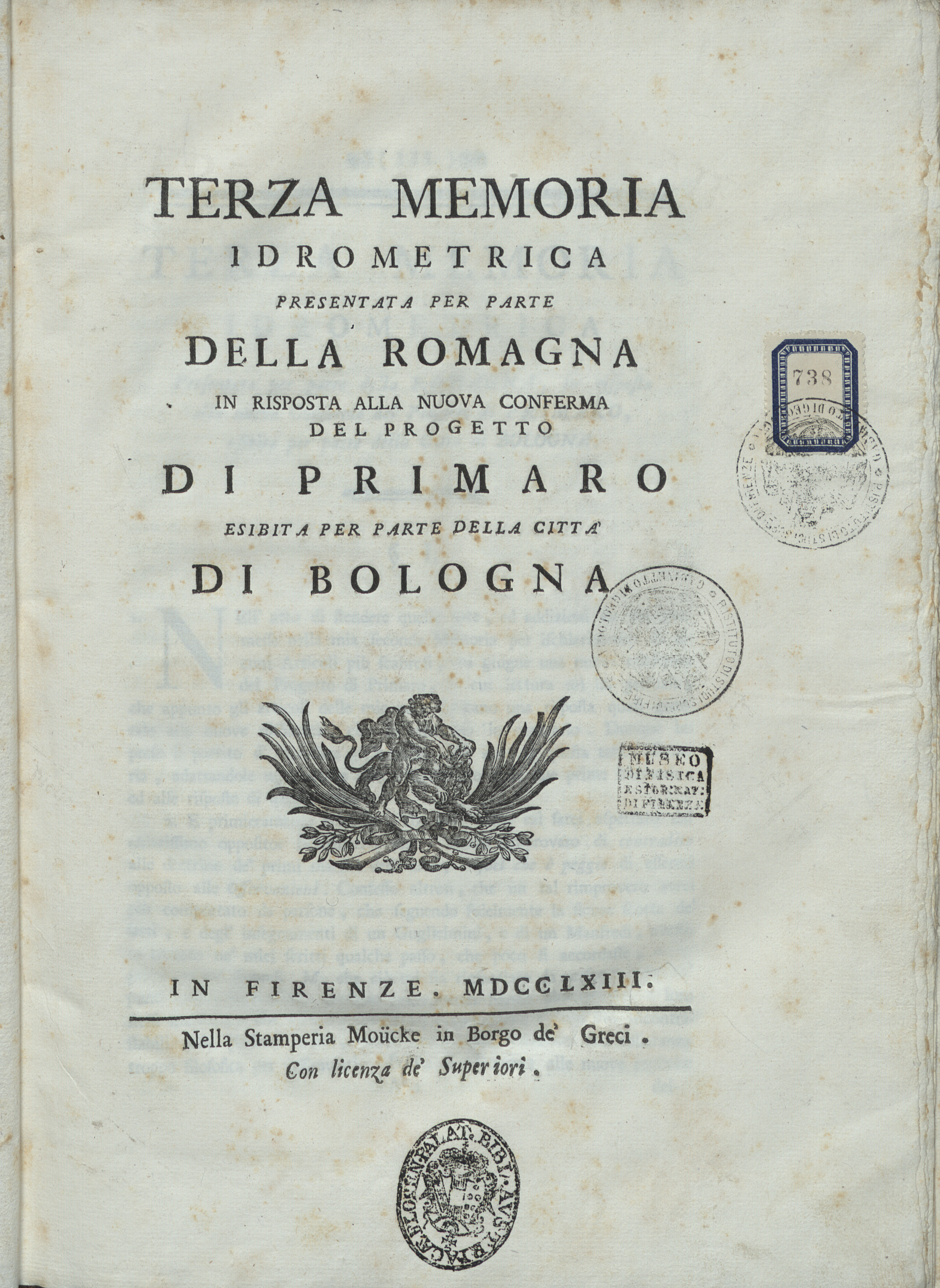
Terza memoria idrometrica, 1763
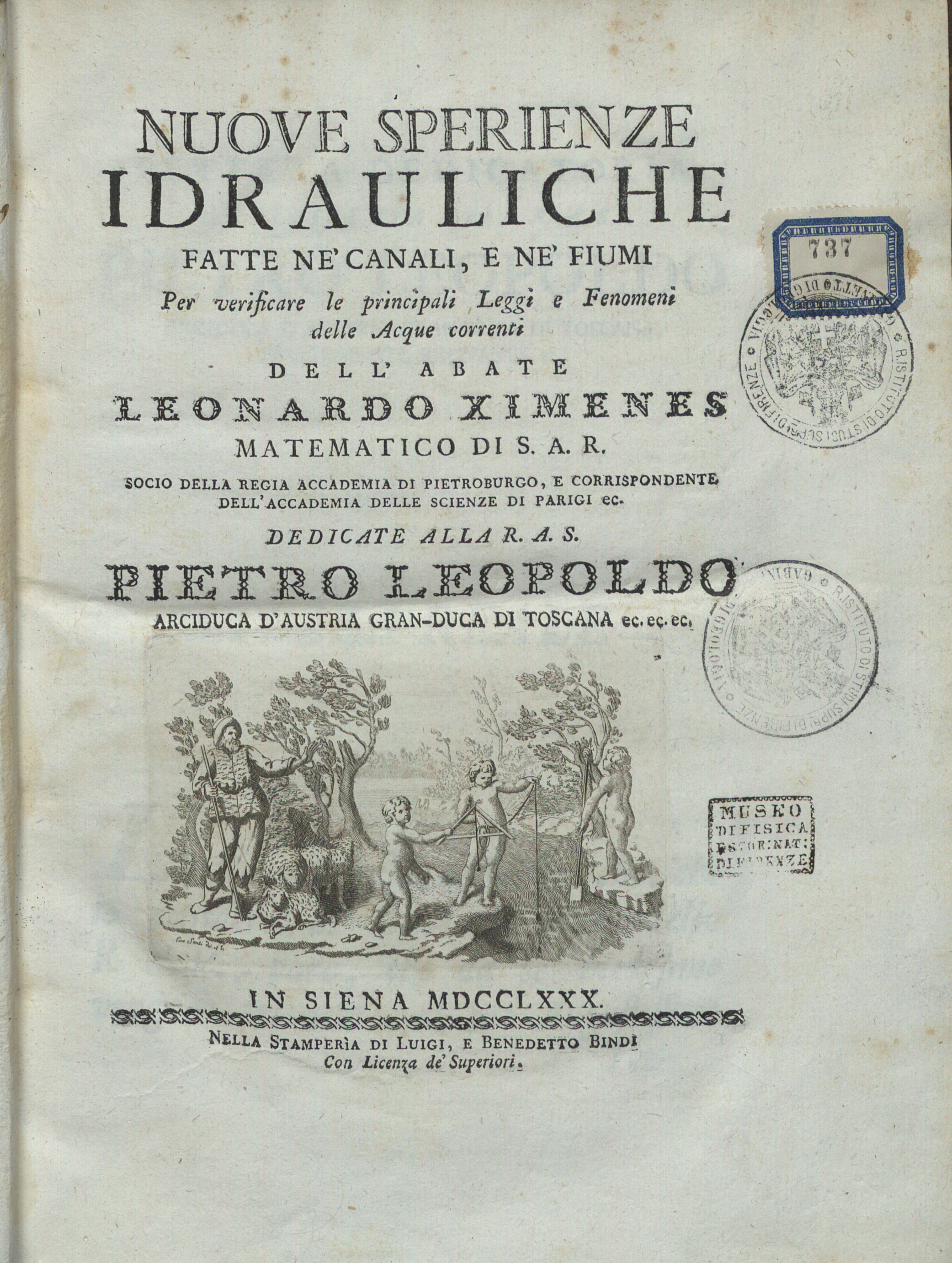
Nuove esperienze idrauliche, 1780